# Jared Scott
Pour les articles homonymes, voir Scott.
Jared Scott, né le 24 juin 2002 à Boulder (Colorado), est un coureur cycliste américain.

## Biographie
Jared Scott commence la compétition sportive par le triathlon. Il se lance ensuite dans ses premières courses cyclistes sur route et en cyclo-cross à onze ou douze ans,.
Lors de la saison 2022, il remporte une étape de la Redlands Bicycle Classic. Il termine également deuxième du championnat des États-Unis du contre-la-montre espoirs, quatrième du South Aegean Tour, huitième du Tour international de Rhodes et du Tour of the Gila ou encore neuvième du Grand Prix international de Rhodes.
Grâce à ses bons résultats, il passe professionnel en 2023 au sein de la formation Green Project-Bardiani CSF-Faizanè. Il quitte cependant l'effectif dès le mois de juillet. 

## Palmarès sur route

### Par année
- 2019
  - Classement général de la Valley of the Sun Stage Race juniors[4]
  - Championnat du Colorado du contre-la-montre juniors[5]
  - Aubel-Thimister-Stavelot :
    - Classement général
    - 3e étape

  - Ronde des vallées :
    - Classement général
    - 3e étape

  - 2e de la San Dimas Stage Race juniors
- 2022
  - 5e étape de la Redlands Bicycle Classic
  - 2e du championnat des États-Unis du contre-la-montre espoirs

### Classements mondiaux
| Année                                 | 2022  |
| ------------------------------------- | ----- |
| Classement mondial                    | 1028e |
| UCI America Tour                      | 118e  |
|                                       |       |
| Légende : nc = non classéSource : UCI |       |

## Palmarès en cyclo-cross
- 2019-2020
  - 2e du championnat des États-Unis de cyclo-cross juniors